# Campi (Haute-Corse)
Campi település Franciaországban, Haute-Corse megyében. Lakosainak száma 19 fő (2022. január 1.). Campi Moïta, Zalana, Tox és Pietra-di-Verde községekkel határos.

## Népesség
A település népességének változása:
| Lakosok száma | 78   | 40   | 32   | 25   | 18   | 23   | 20   | 19   | 19   | 19   |
|               | 1968 | 1982 | 1990 | 2006 | 2011 | 2016 | 2017 | 2019 | 2020 | 2022 |